# Veľké Vozokany
Veľké Vozokany és un poble i municipi d'Eslovàquia que es troba a la regió de Nitra, al sud-oest del país. La primera menció escrita de la vila es remunta al 1209.

## Demografia
| Godina             | 1994 | 2004   | 2014   | 2024    |
| ------------------ | ---- | ------ | ------ | ------- |
| Nombre de persones | 532  | 504    | 479    | 426     |
| Diferència         |      | −5,26% | −4,96% | −11,06% |

| Godina             | 2023 | 2024   |
| ------------------ | ---- | ------ |
| Nombre de persones | 431  | 426    |
| Diferència         |      | −1,16% |